# Станислав Ернест Денхоф
Станислав Ернест Денхоф (на немски: Stanisław Ernest Denhoff; Stanislaus Ernst, Graf von Dönhoff; * 7 септември 1679, Берент/Кошчежина; † 2 август 1728, Данциг) е балтийски германец, граф от род Дьонхоф във Варминско-Мазурско войводство в Полша, войвода в Литва (1722 – 1728), полски конгресов носач на сабя, „фелдхетман“, военен на Литва (полски: Hetman polny litewski) (1709 – 1728), войвода на Полоцк (1722 – 1728) и маршал на „Сандомирската конфедерация“ в Сандомеж (1710, 1712 и 1713).

## Биография
Произлиза от полско-пруския благороднически род фон Дьонхоф. Той е син на граф Владислав Денхоф (1639 – 1683), кастелан на Кулм, войвода на Померелия, и съпругата му Йоана Констанция Слушка († 1733), дъщеря на Богуслав Юрий Слушка († 1655) и Анна Потоцка († 1690). Майка му се омъжва втори път (пр. 1686) за Ернст Дьонхоф († 1693).
Станислав Ернест Денхоф е господар в Либенау, Кауден и Грамзауен в Курландия. От 1697 г. е ловен майстер на Литва, от 1709 до 1728 г. „фелдхетман“ на Литва, от 1721 до 1728 г. войвода на Полоцк, също старост на Новокорцинск, Калуга, Кошчежина и други. През 1709 г. участва в битката при Полтава за Полша-Литва на страната на руския цар Петър Велики.
Понеже помага на Август II Силни той е определен на 20 май 1704 г. за маршал на „Сандомирската конфедерация“. През 1704 – 1721 г. Денхоф също е полски полски носач на конгресния меч, 1710, 1712 и 1713 г. говорител на „Сейм“, но недоволен от изискванията през 1717 г. отива към опозицията.
Станислав Ернест Денхоф е рицар на Ордена на Белия Орел. Той умира на 2 август 1728 г. и е погребан във фамилната капела в Ясногурския манастир в град Ченстохова.

## Фамилия
Първи брак: през 1709 г. с графиня Мария Йохана Катарина фон Дьонхоф (* 27 август 1686; † 31 октомври 1723), дъщеря на граф Ернст Дьонхоф († 1693) и Зофия Анна Олесницка. Те имат една дъщеря:
- Констанца фон Дьонхоф (*1717; † април 1791), омъжена I. за княз Януш Сангушко († 1755/1775), дворцов маршал в Литва, II. 1781 г. за принц Йозеф Рогалински († 1820)

Втори брак: на 13/30 юли 1724 г. във Варшава с Мария София Сенявска (* 1698/1704; † 21 май 1771, Варшава), дъщеря на Адам Миколай Сенявски (1666 – 1726) и Елжбета Хелена Сенявска (1669 – 1729). Бракът е бездетен.
Вдовицата му Мария София Сенявска се омъжва втори път на 11 юли 1731 г. във Варшава за Август Александер Чарторийски (* 9 ноември 1697, Варшава; † 4 април 1782, Варшава).

- Дъщеря му Констанца Сангушка (Дьонхоф)
- Втората му съпруга Мария София Сенявска-Чарторийска
- Фамилията Сенявски със Станислав Ернест Денхоф